# Euselasia imbona
Euselasia imbona är en fjärilsart som beskrevs av Hans Ferdinand Emil Julius Stichel 1925. Euselasia imbona ingår i släktet Euselasia och familjen Riodinidae. Inga underarter finns listade i Catalogue of Life.